# 시라이가와라촌
시라이가와라촌(白井河原村)은 야마나시현 히가시야쓰시로군에 있던 촌이다. 현재의 고후시에 해당한다.

## 역사
- 1889년 7월 1일 - 정촌제 시행에 의해 근세이후의 시라이가와라촌이 단독으로 지자체를 형성하였다.
- 1941년 1월 1일 - 가미소네촌, 시모소네촌과 합병해, 가시와촌이 성립하여, 동일 시라이가와라촌은 폐지되었다.

## 참고문헌
- 角川日本地名大辞典 19 山梨県